# ベルン＝ミッテルラント地方

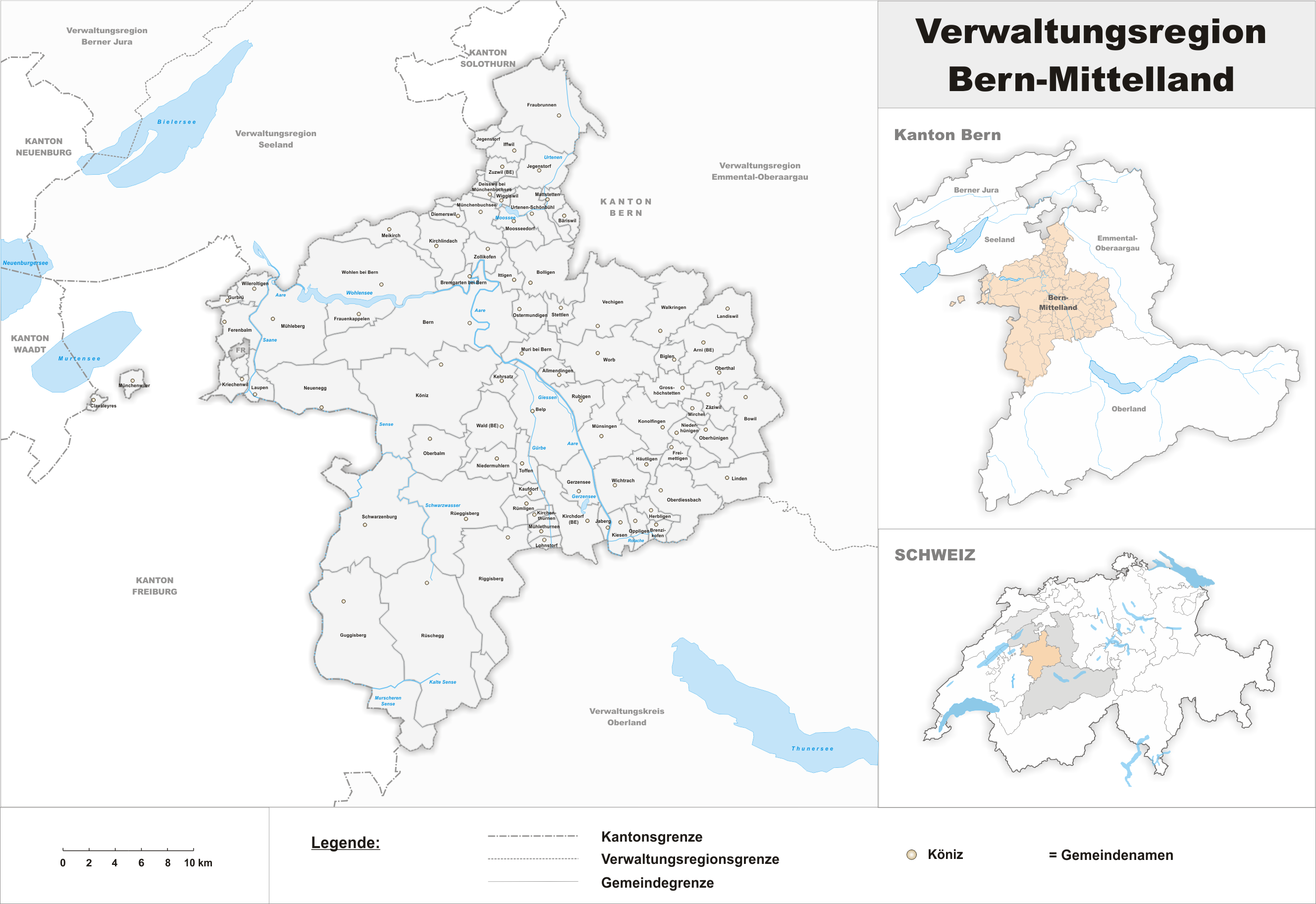
ベルン＝ミッテルラント地方

ベルン＝ミッテルラント地方（独: Verwaltungsregion Bern-Mittelland）は、スイスのベルン州にある行政地方（Verwaltungsregion、フェアヴァルトゥンクス・レギオン）。2010年1月1日に設置され、所属する行政区はただ1区、ベルン＝ミッテルラント区だけである。ベルン＝ミッテルラント地方協議会があり、946.25 km²の面積を有する。
| 所属行政区名             | 人口 2018年 12月31日 | 面積 (km²) | 基礎自治体数 (2020) |
| ------------------------ | -------------------- | ---------- | ------------------- |
| ベルン＝ミッテルラント区 | 414,658              | 946.25     | 77                  |
| 合計 (1)                 | 414,658              | 946.25     | 77                  |

## 地方協議会
ベルン＝ミッテルラント地方協議会（Regionalkonferenz Bern-Mittelland、RKBM）は、同地方に所属する基礎自治体同士の間で交通、都市計画、文化、共通政策などの重要な共通の懸案事項について効率的かつ迅速な決定を下すができるようにする目的で、地域間協働の受け皿として2010年に設置された。中核都市ベルンと各地の主要都市および連結都市群という広域行政の視点から、幅広い政策課題を議論している。

## 都市群
スイス国内の都市空間と人口動態の構造的な変化に伴い、連邦統計局（Bundesamt für Statistik、BFS）は2000年から使用していた都市群の定義を更新することになった。都市群の新しいグループ分けにあたって、人口、被雇用者数および夜間人口が基準として採用され、またそれらの総数のみならず密度も考慮されるようになった。そこで各都市群には、「中核都市」（Kernstadt）と呼ばれる、一定程度の規模と密度を有する中心地が指定されるようになった。さらに、通勤客の流れも、中核都市へ機能的に結び付けられる各基礎自治体を決定する際に重要な項目となり、複数の中核都市に結び付けられた自治体や、主核都市と副核都市の区分が新たに設定されることになった。都市の定義も更新され、以前は人口1万人以上の自治体が都市と定義されていたが、新しい定義では、都市群の新しい定義と同様に、人口、被雇用者数および夜間人口が算入され、密度も判定基準となった。
2012年に新たに指定された都市群は、スイス全体で49都市群であり、2000年当時の定義よりも1つ少なくなった。しかし、都市群に指定された地域は拡大しており、面積においても2000年の定義では8,601 km²であったが、2012年の指定地域は11,356 km²であった（スイス全体の面積は41,285 km²）。
1つの都市群は、中核都市（Kernstadt）、主核都市（Hauptkern）、副核都市（Nebenkern）および連結自治体（Gemeinde des Agglomerationsgürtels）から成る。例として、ベルン都市群（Agglomeration Bern）は、以下のように構成される（2018年1月1日現在）。
- 中核都市: ベルン
- 主核都市: ベーリスヴィル、ボーリゲン、ブレムガルテン・バイ・ベルン、イッティゲン、ケールザッツ、ケーニッツ、モーッセードルフ、ムーリ・バイ・ベルン、オスタームンディゲン、シュテットレン、ウルテネン＝シェーンビュール、フェッヒゲン、ツォッリコーフェン
- 副核都市: ミュンジンゲン
- 連結自治体: ベルン州の51自治体、およびフリブール州の5自治体

また、連邦統計局の方式では、都市群に帰属しない3つの都市形態も定義している。
- 複数連結自治体（Mehrfach orientierte Gemeinden）: 労働人口の3分の1以上が、複数の核都市に通勤している自治体。
- 連結外核都市（Kerngemeinden ausserhalb der Agglomeration）: 高い人口密度と労働密度を有していながら、規模が小さいために連結自治体を形成しない都市。
- 非都市的自治体（Ländliche Gemeinde ohne städtischen Charakter）